# Цзінсі
Цзінсі (кит. спр. 靖西市, піньїнь: Jìngxī Shì) — місто-повіт в Гуансі-Чжуанському автономному районі, складова міста Байсе.

## Географія
Цзінсі розташовується на півдні префектури, лежить на річці Хейшуй на висоті близько 750 метрів над рівнем моря.

### Клімат
Місто знаходиться у зоні, котра характеризується вологим субтропічним кліматом. Найтепліший місяць — липень із середньою температурою 25,2 °C. Найхолодніший місяць — січень, із середньою температурою 11,5 °С.
| Клімат Цзінсі           | Клімат Цзінсі | Клімат Цзінсі | Клімат Цзінсі | Клімат Цзінсі | Клімат Цзінсі | Клімат Цзінсі | Клімат Цзінсі | Клімат Цзінсі | Клімат Цзінсі | Клімат Цзінсі | Клімат Цзінсі | Клімат Цзінсі | Клімат Цзінсі |
| Показник                | Січ.          | Лют.          | Бер.          | Квіт.         | Трав.         | Черв.         | Лип.          | Серп.         | Вер.          | Жовт.         | Лист.         | Груд.         | Рік           |
| Середній максимум, °C   | 15,2          | 17            | 20,6          | 25            | 27,5          | 29            | 29,3          | 29,5          | 28,1          | 25            | 21,4          | 17,6          | 23,8          |
| Середня температура, °C | 11,5          | 13,3          | 16,5          | 20,7          | 23,3          | 24,9          | 25,2          | 25            | 23,3          | 20,5          | 16,7          | 12,8          | 19,5          |
| Середній мінімум, °C    | 8,8           | 10,6          | 13,6          | 17,5          | 20,1          | 22            | 22,5          | 22            | 20            | 17,4          | 13,4          | 9,4           | 16,4          |
| Норма опадів, мм        | 37.8          | 34.3          | 52.5          | 80.4          | 192.3         | 304.7         | 327.1         | 281.5         | 159.2         | 86.6          | 51.9          | 26            | 1634.3        |
| Вологість повітря, %    | 79            | 80            | 79            | 77            | 78            | 81            | 82            | 83            | 80            | 77            | 76            | 75            | 79            |
| ----------------------- | ------------- | ------------- | ------------- | ------------- | ------------- | ------------- | ------------- | ------------- | ------------- | ------------- | ------------- | ------------- | ------------- |
| Джерело: data.cma.cn    |               |               |               |               |               |               |               |               |               |               |               |               |               |